# Leonid Sjaposjnikov
Leonid Sjaposjnikov, född den 30 oktober 1969 i Chabarovsk i Ryska SFSR, Sovjetunionen, är en ukrainsk roddare.
Han tog OS-brons i scullerfyra i samband med de olympiska roddtävlingarna 2004 i Aten.